# Валютный клиринг
Валютный клиринг — способ международных расчётов, применяемый во внешнеэкономических связях . 
Валютный клиринг устанавливается на основе двухсторонних или многосторонних клиринговых соглашений, участниками которых являются государства, осуществляющие между собой торговые отношения. Валютный клиринг применяют в условиях, когда государства и страны или одна из них не имеют достаточного количества свободно конвертируемой валюты для обеспечения взаимных расчётов. При достижении соглашения об использовании в торгово-экономических отношениях между государствами и странами клиринга выбирается валюта клиринга, в которой погашаются взаимные обязательства и требования.

## Цели и задачи валютного клиринга
Причины введения валютного клиринга могут быть самыми разными:
1. Несбалансированность платёжного баланса;
2. Экономический и валютный кризис;
3. Недостаток средств золотовалютных резервов;
4. Высокая инфляция;
5. Валютные ограничения;
6. Отмена золотого стандарта (в 30-х годах XX века).

Впервые валютный клиринг начал применяться в 1931 году. В марте 1935 года было подписано 74 соглашения о валютном клиринге, в 1937-м — 169, в 1947-м — 200, в 1950 году — 400 соглашений.
Цели, которые преследуют страны – участницы соглашения о валютном клиринге, могут быть различными:
- выравнивание платёжного баланса;
- получение льготного кредита от страны-контрагента с активным платёжным балансом;
- финансирование стороной с активным сальдо платёжного баланса стороны с пассивным сальдо платёжного баланса;
- ответная мера на дискриминационные действия другого государства (например, Великобритания ввела клиринг в ответ на приостановление платежей Германией британским кредиторам в 30-х годах XX века).

Характерной особенностью валютных клирингов является  замена валютного оборота при расчётах с иностранными партнёрами  расчётами в национальной валюте с клиринговыми банками, которые осуществляют конечный зачёт взаимных требований и обязательств.

## Механизм валютного клиринга
На основании межгосударственного клирингового соглашения импортёры и другие должники одного договаривающегося государства погашают свои обязательства путём уплаты сумм в местной валюте в местный расчётный банк. Он записывает их платежи на счёт, открытый на имя центрального банка или расчётного банка другого договаривающегося государства. Импортёры этого государства уплачивают (тоже в местной валюте) суммы, должные экспортёрам и другим кредиторам первого, в свой центральный банк или расчётный банк, который приходует их на счёт, открытый в пользу расчётного банка первого государства.
При этом экспортёры и другие кредиторы обоих договаривающихся государств получают следуемые им суммы от своих расчётных банков в своей местной валюте. 
По мере получения расчётными банками уведомлений о том, что импортёры погасили свои долги, расчётные банки обеих стран периодически производят выравнивание сальдо на клиринговых счетах. Клиринговое соглашение может предусматривать обратимое и необратимое сальдо. В первом случае задолженность сверх установленного предела погашается обратимой (конвертируемой) валютой, во втором случае она погашается товарными поставками.

## Формы валютного клиринга
В международных соглашениях о валютном клиринге предусматривается:
- система клиринговых расчетов и банки, уполномоченные их вести;
- объем клиринга, то есть перечень товаров или услуг, поставки которых будут оплачиваться по клирингу;
- валюта клиринга, то есть валюта, в которой будет проводиться учет взаимных требований и определяться сальдо задолженности;
- объем технического кредита, в пределах которого по сальдо клиринга страна-должник не выплачивает процентов другой стране;
- механизм выравнивания платежей и окончательного погашения сальдо.

По способу погашения сальдо валютные клиринги могут быть: со свободной конверсией в другие конвертируемые валюты; с ограниченной конверсией; без права конверсии.
Формы валютного клиринга могут быть разнообразными и классифицироваться следующими основными признаками:
По волеизъявлению сторон клиринги бывают:
- договорные;
- принудительные.

В зависимости от числа стран-участниц клиринг бывает:
- двусторонний;
- многосторонний (три и больше стран).

По объему операций клиринг бывает:
- полный, который охватывает все виды товаров, услуг на полную сумму расчета;
- клиринг, который охватывает 95 % платежного оборота;
- частичный клиринг, который распространяется на определенные операции.

По способу регулирования сальдо различают клиринг:
- со свободно конвертированным сальдо;
- с условной конверсией;
- неконвертируемый, сальдо по которому не может быть обменено на иностранную валюту и погашается встречными поставками товаров .

Неконвертируемое сальдо по клирингу имеет двойное значение:
1. Является регулятором товарных поставок, так как достижение лимита даёт право кредитору приостановить отгрузку товаров. Иногда экспортёрам приходится ждать, когда появится свободный лимит на клиринговом счёте.
2. Определяет сумму, выше которой начисляются проценты разными средствами: на всю сумму задолженности; на сумму, которая превышает лимит: дифференцированно в меру роста; иногда применяется ставка с прогрессивной шкалой, для того чтобы экспортёр был заинтересован не допускать большего долга по клирингу.

Валюта клиринга может быть любой. Иногда применяются две валюты или международная расчетная денежная единица.
С  точки зрения экономики не имеет значения, в какой валюте осуществляются клиринговые расчеты, если используется одна валюта.
При клиринговых расчетах возникают две категории валютного риска:
1. замораживание валютной выручки в случае неконвертируемого клиринга;
2. потери при изменении курса.

## Примеры валютного клиринга
После Второй мировой войны в связи с истощением золотовалютных резервов количество двухсторонних клирингов увеличилось, на них приходилось 2/3 товарооборота между европейскими государствами. Начали создаваться системы многосторонних клирингов. В Западной Европе в июне 1950 года был создан Европейский платёжный союз в составе 17 стран, который просуществовал до декабря 1958 года. В его рамках ежемесячно происходил многосторонний зачет всех платежей стран-участниц с ограниченным кредитованием должников за счет стран с активным сальдо. Сведения о сальдо каждой страны передавались Банку международных расчётов в Базеле, а затем каждая страна вступала с ним в кредитные отношения. При этом использовалась специальная расчётная единица — Европейская расчётная единица.
В годы после Второй мировой войны международные расчёты СССР с капиталистическими странами строились как правило на основе платёжных соглашений клирингового типа, за исключением США, Канады, Швейцарии и некоторых стран долларовой зоны, взаимные платежи с которыми осуществлялись в свободно конвертируемых валютах (преимущественно долларах США).
С 1950 по 1963 годы Советский Союз имел с социалистическими странами соглашения, по которым расчет осуществлялся в клиринговых рублях. В 1964 году на смену клиринговому рублю пришел переводной рубль — наднациональная денежная единица международных расчетов стран — участниц СЭВ. Расчёты в переводных рублях осуществлялись через Международный банк экономического сотрудничества. Клиринговый рубль продолжал использоваться в расчетах СССР с КНДР. В клиринговом соглашении между СССР и Финляндией в качестве валюты клиринга был также принят клиринговый рубль.

## Влияние на внешнюю торговлю
Валютные клиринги осуществляют двойное влияние на внешнюю торговлю, который заключается в том, что с одной стороны, они смягчают отрицательные следствия валютных ограничений, дают возможность экспортёрам использовать валютную выручку. Но, с другой стороны, при этом приходится регулировать внешнеторговый оборот с каждой страной отдельно, а валютную выручку можно использовать только в той стране, с которой заключено клиринговое соглашение. Для экспортёра валютный клиринг невыгоден. Вместо выручки в конвертируемой валюте они получают национальную валюту. Поэтому экспортёры пытаются найти пути обхода валютных клирингов, в том числе за счёт манипуляции с ценами в форме: 
- занижения контрактной цены в счёт-фактуре (двойной контракт), с тем чтобы часть валютной выручки поступила в свободное распоряжение экспортёра и при этом обошла органы валютного контроля;
- отгрузки товаров в страны, с которыми не заключены клиринговое соглашение;
- кредитования иностранного покупателя на срок, который рассчитан на приостановление действия клирингового соглашения.